# Cold Gin
"Cold Gin" är en låt av KISS från deras första platta Kiss (1974). Låten är skriven av gitarristen Ace Frehley.
Frehley skrev hela låten i huvudet när han satt på tunnelbanan. Frehley som var osäker på sin sångkapacitet valde att lämna över sången till Gene Simmons. År 1980 sjöng Ace Frehley, Paul Stanley och Gene Simmons verserna unisont.
"Cold Gin" är en låt som spelats live på nästan alla turnéer och har spelats både som andra låt och sista låt. Låten spelades live från första turnén 1974 ända till 1995 med undantag av Japan/Australien-turnén 1995. Redan 1996 var "Cold Gin" tillbaka i setet fram till 2001. Efter det spelades den sporadiskt på bandets konserter fram till 2008 då den återigen blev fast låt i setlistan.